# Formation de Chinle
Pour les articles homonymes, voir Chinle.
La Formation de Chinle est une formation géologique continentale du Trias supérieur constituée de dépôts fluviaux, lacustres, palustres et de dépôts éoliens répartis dans les états du Nevada et de l'Utah, du nord de l'Arizona, de l'ouest du Nouveau-Mexique, et l'ouest du Colorado.
Cette formation est considérée, de manière controversée, comme synonyme du Groupe Dockum pour l'est du Colorado, le Nouveau-Mexique, la partie occidentale du Texas, l'enclave de l'Oklahoma, et le sud-ouest du Kansas. L'unité lithostratigraphique Chinle est parfois désignée comme une formation au sein du Groupe Dockum au Nouveau-Mexique et au Texas. La Formation de Chinle fait partie du plateau du Colorado, du Basin and Range, et de la partie sud des Plaines intérieures,,.